# USS Scorpion (SS-278)
USS Scorpion (SS-278) là một tàu ngầm lớp Gato từng phục vụ cùng Hải quân Hoa Kỳ trong Chiến tranh Thế giới thứ hai. Nó là chiếc tàu chiến thứ năm của Hải quân Hoa Kỳ được đặt cái tên này, theo tên loài bọ cạp. Nó đã phục vụ trong suốt Thế chiến II, thực hiện tổng cộng bốn chuyến tuần tra, đánh chìm bốn tàu Nhật Bản với tổng tải trọng 18.316 tấn. Con tàu có thể đã bị đắm do trúng thủy lôi trong chuyến tuần tra cuối cùng tại vùng biển Hoàng Hải sau ngày 5 tháng 1, 1944. Scorpion được tặng thưởng ba Ngôi sao Chiến trận do thành tích phục vụ trong Thế Chiến II.

## Thiết kế và chế tạo
Lớp tàu ngầm Gato được thiết kế cho mục đích một tàu ngầm hạm đội nhằm có tốc độ trên mặt nước cao, tầm hoạt động xa và vũ khí mạnh để tháp tùng hạm đội chiến trận. Con tàu dài 311 ft 9 in (95,02 m) và có trọng lượng choán nước 1.525 tấn Anh (1.549 t) khi nổi và 2.424 tấn Anh (2.463 t) khi lặn. Chúng trang bị động cơ diesel dẫn động máy phát điện để cung cấp điện năng cho bốn động cơ điện, đạt được công suất 5.400 shp (4.000 kW) khi nổi và 2.740 shp (2.040 kW) khi lặn, cho phép đạt tốc độ tối đa 21 hải lý trên giờ (39 km/h) và 9 hải lý trên giờ (17 km/h) tương ứng. Tầm xa hoạt động là 11.000 hải lý (20.000 km) khi đi trên mặt nước ở tốc độ 10 hải lý trên giờ (19 km/h) và có thể hoạt động kéo dài đến 75 ngày và lặn được sâu tối đa 300 ft (90 m).
Lớp tàu ngầm Gato được trang bị mười ống phóng ngư lôi 21 in (530 mm), gồm sáu ống trước mũi và bốn ống phía phía đuôi tàu, chúng mang theo tối đa 24 quả ngư lôi. Vũ khí trên boong tàu gồm một hải pháo 3 inch/50 caliber, và thường được tăng cường một khẩu pháo phòng không Bofors 40 mm nòng đơn và một khẩu đội Oerlikon 20 mm nòng đôi, kèm theo súng máy .50 caliber và .30 caliber. Tiện nghi cho thủy thủ đoàn bao gồm điều hòa không khí, thực phẩm trữ lạnh, máy lọc nước, máy giặt và giường ngủ cho hầu hết mọi người, giúp họ chịu đựng cái nóng nhiệt đới tại Thái Bình Dương cùng những chuyến tuần tra kéo dài đến hai tháng rưỡi.
Scorpion được đặt lườn tại Xưởng hải quân Portsmouth ở Kittery, Maine vào ngày 20 tháng 3, 1942. Nó được hạ thủy vào ngày 20 tháng 7, 1942, được đỡ đầu bởi bà Elizabeth T. Monagle, và được cho nhập biên chế cùng Hải quân Hoa Kỳ vào ngày 1 tháng 10, 1942 dưới quyền chỉ huy của Hạm trưởng, Thiếu tá Hải quân William Naylor Wylie.

## Lịch sử hoạt động

### 1943
Sau khi hoàn tất việc chạy thử máy huấn luyện tại các vùng biển ngoài khơi New London, Connecticut và phía Bắc khu vực New England trong tháng 1, 1943, Scorpion chuẩn bị để được điều động sang khu vực Mặt trận Thái Bình Dương. Nó khởi hành từ Căn cứ Tàu ngầm Hải quân New London vào cuối tháng 2, băng qua kênh đào Panama vào giữa tháng 3 và đi đến Trân Châu Cảng vào ngày 24 tháng 3. Nó được tiếp tục cải biến, bao gồm việc trang bị máy đo nhiệt độ độ sâu, một kỹ thuật tiên tiến giúp con tàu ẩn náu giữa các tầng nhiệt độ khác nhau và giảm thiểu khả năng bị phát hiện bởi sonar.

#### Chuyến tuần tra thứ nhất
Rời Trân Châu Cảng vào ngày 5 tháng 4 cho chuyến tuần tra đầu tiên ngoài khơi phía Đông bờ biển Honshū, Nhật Bản, Scorpion đi đến ngoài khơi khu vực công nghiệp Nakaminato vào ngày 19 tháng 4. Nó trinh sát bờ biển và rải mìn trước khi rút lui. Sang ngày hôm sau, nó đánh chìm chiếc pháo hạm cải biến Meiji Maru số 1 (1.934 tấn), và đến 01 giờ 00 ngày 21 tháng 4 lại phá hủy một thuyền buồm bằng hải pháo. Vào đêm 22 tháng 4, nó tiếp tục phá hủy thêm ba thuyền buồm. Không tìm thấy mục tiêu phù hợp gần bờ, chiếc tàu ngầm hướng ra phía biển và bắt gặp bốn tàu buôn được một tàu khu trục hộ tống vào ngày 27 tháng 4. Lúc 04 giờ 59 phút, nó phóng bốn ngư lôi vào mục tiêu lớn nhất và thêm hai quả vào một mục tiêu thứ hai, rồi lặn xuống để né tránh sự phản công bằng mìn sâu của chiếc tàu hộ tống. Nó đã đánh chìm được tàu chở hành khách Yuzan Maru (6.380 tấn).
Đến ngày 28 tháng 4, Scorpion nhận lệnh quay trở về căn cứ. Trên đường đi vào ngày hôm sau, nó đụng độ và dùng hải pháo bắn cháy một tàu tuần tra 100 tấn; rồi đến sáng ngày tiếp theo nó tấn công bằng hải pháo rồi bằng ngư lôi, đánh chìm tàu tuần tra Ebisu Maru số 5 (600 tấn). Không lâu sau đó, máy bay đối phương xuất hiện và nó phải lặn khẩn cấp để né tránh mìn sâu mà đối phương ném xuống. Con tàu tiếp tục hành trình về nhà, đi ngang qua Midway để về đến Trân Châu Cảng vào ngày 8 tháng 5. Trong khi được tiếp liệu, chiếc tàu ngầm cũng được nâng cấp, thay thế pháo 3 in (76 mm)/50 caliber bằng kiểu 4 in (100 mm)/50 caliber.

#### Chuyến tuần tra thứ hai
Trong chuyến tuần tra thứ hai từ ngày 29 tháng 5 đến ngày 26 tháng 7, Scorpion xuất phát từ Trân Châu Càng và được tiếp thêm nhiên liệu tại Midway vào ngày 2 tháng 6, và đi đến ngoài khơi đảo Takaralima thuộc quần đảo Tokara vào ngày 21 tháng 6. Nó tuần tra tại khu vực này nhằm ngăn chặn tuyến đường hàng hải giữa Đài Loan và Nagasaki. Đến ngày 28 tháng 6, nó chuyển sang khu vực Hoàng Hải, đi đến ngoài khơi bán đảo Sơn Đông vào ngày 30 tháng 6.
Phát hiện một đoàn năm tàu buôn được một tàu hộ tống bảo vệ vào ngày 3 tháng 7, Scorpion phóng một loạt ngư lôi về phía mục tiêu lúc 09 giờ 55 trước khi lặn xuống né tránh phản công, chạm đến đáy biển ở độ sâu 150 foot (46 m). Hai quả mìn sâu đã phát nổ gần con tàu, và từ 10 giơ 02 phút đến 10 giờ 06 phút, lại có thêm năm quả mìn sâu được ném xuống lân cận; con tàu ẩn nấp dưới đáy biển tại độ sâu 174 foot (53 m). Đến 10 giờ 12 phút, chiếc tàu ngầm di chuyển thay đổi hướng đi để rời khỏi khu vực nhằm né tránh các quả mìn. Cuộc săn đuổi kéo dài thêm hơn một giờ nữa, và cho đến khi nó trồi lên độ sâu kính tiềm vọng lúc 11 giờ 49 phút, đối thủ đã ở cách xa và đang rời khỏi khu vực. Tài liệu thu được sau chiến tranh cho thấy Scorpion đã đánh trúng năm quả, đánh chìm tàu chở hàng Anzan Maru (3.890 tấn) và tàu chở hành khách Kokuryu Maru (6.112 tấn).
Do những hư hại phải hứng chịu từ những quả mìn sâu nổ gần tàu, Scorpion buộc phải lên đường quay trở về căn cứ. Nó quay ngược trở lại quần đảo Tokara, rồi bị máy bay đối phương ném bom ngoài khơi đảo Akusekijima trước khi đến được Midway, và về đến Trân Châu Cảng vào ngày 26 tháng 7. Nó được sửa chữa và huấn luyện trước khi tiếp tục chuyến tuần tra tiếp theo.

#### Chuyến tuần tra thứ ba
Rời Trân Châu Cảng vào ngày 13 tháng 10 cho chuyến tuần tra thứ ba, Scorpion lại được tiếp thêm nhiên liệu tại Midway vào ngày 17 tháng 10 rồi hướng sang khu vực quần đảo Mariana, nơi nó trinh sát các đảo Pagan và Agrihan trong các ngày 25 và 26 tháng 10, và đảo Farallon de Pajoras trong các ngày 1 và 2 tháng 11. Nó va phải một dãi đá ngầm tại đây nhưng không bị hư hại nào đáng kể nên tiếp tục chuyến tuần tra. Nó có mặt ngoài khơi quần đảo Maug vào ngày 3 tháng 11, và chỉ hai ngày sau đó đã phát hiện một tàu tuần dương hạng nặng lớp Mogami. Tuy nhiên các cơn mưa giông đã ngăn trở việc tiếp cận, và chiếc tàu ngầm từ bỏ việc truy đuổi bốn giờ sau đó. Con tàu quay trở lại Agrihan, và đến ngày 8 tháng 11 đã đuổi theo một tàu chở hàng. Mục tiêu nó nhắm đến hóa ra lại là một tàu Q ngụy trang như một tàu buôn; và do không thể ở vị trí thuận lợi để tấn công, chiếc tàu ngầm lại từ bỏ việc truy đuổi.
Thời tiết xấu cũng ảnh hưởng đến hoạt động săn lùng của Scorpion cho đến ngày 13 tháng 11, khi nó phát hiện một tàu chở hàng và một tàu chở dầu được ba tàu hộ tống bảo vệ. Ngư lôi do chiếc tàu ngầm phóng ra đã gây hư hại cho tàu chở dầu Shiretoko, nhưng các tàu hộ tống cũng tích cực phản công bằng mìn sâu. Đến ngày 14 tháng 11, nó tuần tra ngoài khơi đảo Rota; rồi sang ngày hôm sau lại tìm kiếm mục tiêu ngoài khơi Saipan. Trong suốt một tuần tiếp theo, nó tìm kiếm những mục tiêu tiềm năng dọc theo các tuyến hàng hải tại khu vực Mariana nhưng không có kết quả. Đến ngày 22 tháng 11, nó trông thấy một tàu vận tải được hai tàu khu trục và một tàu corvette hộ tống. Sau cuộc truy đuổi kéo dài 16 nhưng vẫn không thể đi đến vị trí tấn công thuận lợi, và sắp cạn nhiên liệu, nó từ bỏ cuộc săn đuổi để quay trở về căn cứ.

### 1944

#### Chuyến tuần tra thứ tư
Rời Trân Châu Cảng vào ngày 29 tháng 12, 1943 cho chuyến tuần tra thứ tư, cũng là chuyến cuối cùng, được tiếp thêm nhiên liệu tại Midway và tiếp tục hành trình vào ngày 3 tháng 1, 1944 để hướng sang khu vực tuần tra phía Bắc biển Hoa Đông và tại Hoàng Hải. Vào sáng ngày 5 tháng 1, nó báo cáo một thủy thủ bị tai nạn gảy chân trong khi sắp xếp lại kho dự trữ tiếp liệu, và yêu cầu hẹn gặp tàu ngầm chị em Herring (SS-233) đang trên đường quay về căn cứ sau chuyến tuần tra và đang ở gần đó. Herring gặp Scorpion vào xế chiều hôm đó, khi nó cho biết trường hợp chấn thương đã được giải quyết, và biển động nên không thể thực hiện vận chuyển. Scorpion sau đó tiếp tục chuyến tuần tra rồi hoàn toàn mất liên lạc, và không hồi đáp một bức điện gửi cho nó và cho tàu ngầm chị em Steelhead (SS-280) vào ngày 16 tháng 2, cho biết họ đang ở gần nhau và tàu ngầm đối phương đang hoạt động tại khu vực lân cận.
Scorpion được chính thức công bố bị mất vào ngày 6 tháng 3, 1944, và tên nó được cho rút khỏi danh sách Đăng bạ Hải quân sau đó.
Phân tích những tài liệu thu được của Hải quân Đế quốc Nhật Bản sau chiến tranh cho thấy không có hoạt động chống tàu ngầm nào được tiến hành trong khu vực trong khoảng thời gian đó. Tuy nhiên có nhiều bãi thủy lôi đã được rải tại các lối ra vào Hoàng Hải, mặc dù ở mật độ mỏng và hiệu quả giảm dần theo thời gian; nhiều tàu ngầm khác đã qua lại khu vực mà không gặp sự cố gì và đã quay về căn cứ an toàn. Nhiều khả năng Scorpion đã trúng phải thủy lôi vừa mới rải và đã bị đánh chìm.

## Phần thưởng
Scorpion được tặng thưởng ba Ngôi sao Chiến trận do thành tích phục vụ trong Thế Chiến II. Nó được ghi công đã đánh chìm bốn tàu Nhật Bản với tổng tải trọng 18.316 tấn.
|  |                                         |  |
|  | Bronze star · Bronze star · Bronze star |  |

| Dãi băng Hoạt động Tác chiến  |                                                                         |                                      |
| Huân chương Chiến dịch Hoa Kỳ | Huân chương Chiến dịch Châu Á-Thái Bình Dương với 3 Ngôi sao Chiến trận | Huân chương Chiến thắng Thế Chiến II |